# 터미네이터 (영화)
《터미네이터》(영어: The Terminator)는 1984년 제임스 카메론이 감독한 미국의 공상 과학 영화이다. 650만 달러의 저예산 영화로 7837만 달러의 수익을 올렸다.

## 줄거리
때는 서기 2029년 로스앤젤레스. 핵전쟁의 잿더미 속에서 지구를 지배한 기계들에게 대항하기 위해 인간들이 일어난다. 기계들은 인류를 말살하기 위해 끈질긴 소탕전을 벌이고 '존 코너'가 이끄는 인류저항군은 기계들과 피할 수 없는 항전을 벌인다. 기계들의 리더이자 군사 컴퓨터 스카이넷은 존 코너의 존재 자체를 없애기 위해 그의 어머니인 '사라 코너'(린다 해밀턴)를 제거하는 프로젝트를 세워 T-800(아놀드 슈왈제네거)를 서기 1984년의 로스앤젤레스로 밀파시키고 존 코너의 인류저항군 역시 사라 코너를 지키기 위해 '카일 리스'(마이클 빈)라는 젊은 수호자를 역시 1984년의 로스앤젤레스로 급파하는데....
때는 서기 1984년 로스앤젤레스의 깊은 새벽이다. 고요한 새벽을 깨우는 귀청을 찌르고 눈부시게 하는 푸른빛과 요란한 굉음과 함께 서기 2029년의 미래에서 젊은 여성 사라 코너를 살해하라는 잔인하고 끔찍한 임무를 맡은 T-800이 먼저 등장하고, 시에 미래 인류저항군으로부터 사라 코너를 지키라는 막중한 임무를 맡은 카일 리스도 등장한다. T-800은 세 명의 불량배들에게 옷을 빼앗아 입고, 리스는 한 노숙자로부터 바지를 빼앗아 입다가 경찰에게 쫓겨 한 경찰관의 권총을 빼앗아 달아나고 폐점된 한 마트로 들어가 경찰의 추격을 따돌려 그 안에서 옷과 신발을 훔쳐입고 2층 난간으로 빠져나간 뒤 순찰차에서 산탄총 한 자루를 꺼내어 간다.
이 둘은 존 코너의 어머니이자 젊은 여성인 사라 코너를 살해하는 임무와 그녀를 터미네이터에 의한 죽음으로부터 지켜주기 위한 서로 다른 임무를 가지고 사라 코너를 찾아나서는데 처음에 T-800은 총포점에 들려서 총기류를 입수하게 되고 공중전화 전화번호부를 통해 '사라 코너'라는 이름을 인식하며 사라가 있다는 집으로 갔었지만 그 곳은 사라 코너가 아닌 나이 많은 주부 '사라 앤 코너'라는 여자가 사는 집이었다. 그러나 T-800은 그녀를 그보다 젊은 여성이자 자신의 목표물인 사라 코너로 오인하여 결국에는 그녀를 총살하게 되고 결국엔 '사라 코너'라는 동명이인(同名異人)인 여자나 이름이 비슷해 보이는 여자는 닥치는대로 살해하였다. 한편 카일은 T-800과 맞서 싸울 무기를 입수하고 정비를 한 후 사라 코너를 찾아나선다. 이 때 사라는 로스앤젤레스의 한 패밀리 레스토랑에서 서빙 담당을 맡아 일하고 있었고 함께 살고 있는 흑인 여자 진저와 수다를 나눈다.
이 때 카일은 자동차 안에 있다가 멀리서 빛을 비추며 작업하는 건설기계를 보고 흠칫 놀라다가 잠들어서 꿈을 꾸게 되는데 그것은 그가 존재하는 서기 2029년의 미래세계 모습이었다. 평범하게 작업중인 건설 크레인의 바퀴가 미래세계에서 인간들을 소탕하는 기계의 바퀴로 바뀌고 기계들로부터 살해된 인간의 해골들이 가득한 가운데 하늘과 땅에서 인간들을 소탕하려는 기계들이 공격을 하고 있고 카일과 동료들은 힘겨운 전투를 하고 있었다. 이들의 저항에도 불구하고 기계들은 끈질기게 카일을 따라잡으며 공격하였고 카일은 동료가 끄는 자동차를 타고 기계들의 공격을 피하려하지만 기계들의 공격은 계속되고 결국 기계의 공격에 의해 카일이 탄 자동차가 전복되었는데 카일은 화염 속에 휘말려서 비명을 지르게 된다. 그러나 그 모든 것은 카일이 꾸었던 꿈으로 잠에서 깨어난 카일은 처음에 살인기계로 보였던 건설기계가 평범하게 작업하는 모습을 보면서 그제서야 안도를 하면서 사라를 찾으러 나선다.
한편 사라 코너라는 여자의 동명이인 살해건으로 경찰서에서는 사라 코너에 대한 여자에 대한 신변을 조사하고 있었고 사라는 영화를 보러 간다며 분홍색 상의에 청바지를 입고 나오면서 외출 준비를 마치고 주차장에 들어가 오토바이를 타고 출발하게 되는데 바로 이 때 그녀의 뒤를 카일이 차를 통해 비밀리에 미행한다.
사라는 어느 식당에 들어가 식사를 하던 중 TV 뉴스를 통해 '35세의 여자 사라 앤 코너'라는 여자가 살해되었다는 소식을 듣게 되자 불안을 느끼면서 뉴스를 듣자 그제서야 누군가가 자신을 노리는 자들이 있다는 것을 조금씩 인식한다. 그리고는 식당을 나와 불안스런 마음으로 길거리를 걷는데 이 때 카일이 그녀의 뒤를 미행한다. 한편, 진저는 매드와 함께 T-800의 살해표적이 되어 결국 끔찍하게 살해당하고 만다.
사라는 진저에게 전화하기 위해 나이트클럽에 들어갔는데 마침내 T-800은 나이트클럽에서 사라를 발견하여 그녀를 죽이려 했었지만 비밀리에 사라를 미행했던 카일에 의해 실패하자 사라와 카일을 뒤쫓는다. 사라는 처음에는 카일을 보고 자신을 죽이려드는 살인자로 오인하여 겁에 질려했지만 자신을 지켜준다면서도 미래에서 왔다는 얘기를 듣고서는 의심을 하기도 했다.
T-800에게 계속 쫓기게 된 끝에 경찰서에 간 사라는 진저의 죽음에 슬퍼하며 흐느꼈고 카일은 실버맨 박사와의 면담에서 자신은 서기 2029년 미래에서 온 전사라고 주장하며 T-800이 사라를 죽이고 경찰서도 아수라장으로 만들 것이라고 주장했지만 사람들은 그저 헛된 망상에 빠져서 미친 것이 아니냐며 비웃었다. 그의 말대로 T-800은 사라와 카일이 있는 경찰서를 차량으로 돌진, 습격하여 아수라장으로 만들고 경관들을 살해하며 사라와 카일을 찾으러 나섰지만 사라와 카일은 T-800의 습격을 피하며 어느 어두운 동굴 안으로 들어가 휴식을 취하고 사라는 카일의 품에 잠들며 꿈 속에서 카일이 존재한다는 서기 2029년의 모습을 본다.
사라가 꿈에서 본 서기 2029년의 로스앤젤레스는 폐허 상태의 모습으로 보였고 카일과 저항군들이 사이보그와의 전투를 하고 있는 모습이 보였다. 이들은 전투를 중단하고 휴식을 취하기 위해 철수하던 중이었다. 그리고는 하나둘씩 지하에 있다는 아지트로 내려가게 되는데 그 곳에는 사이보그들의 공격을 피해 은신생활을 하고 있는 사람들이 모여 지내고 있는 곳이었다. 카일이 지나갈 때마다 사람들의 모습은 매우 처참해 보였고 일부는 고통과 굶주림으로 고생을 하고 있었다. 카일은 지친 모습으로 벽에 앉아 휴식을 취하게 되고 품 속에서 사라 코너의 사진을 꺼내게 되는데 그 속의 사라 코너는 영화 막판에서 뱃속의 존 코너에게 이야기를 들려주며 지프를 타고 달리는 모습의 사라였다.
바로 이 때 정찰견들이 마구 짖어대고 터미네이터가 등장하자마자 총기를 난사하면서 아지트는 아수라장에 쑥대밭으로 변하게 되고 총격에 놀란 사람들은 이리저리 피하다가 터미네이터가 쏜 총탄에 맞아 쓰러진다.
카일과 동료들도 터미네이터에 맞서 총격했지만 역부족이었고 결국에는 폭발과 함께 카일도 쓰러지는데 이 때 카일의 품 속에 있던 사라의 사진이 불에 타고 있었고 카일은 분노의 눈빛으로 터미네이터의 만행을 지켜본다. 그리고 사라의 사진도 검게 타 들어가면서 사라의 꿈 속 내용이 끝나게 되고 현재의 사라 모습으로 돌아온다.
사라는 카일의 품에 누워서 잠들어 있었다가 눈을 뜨고 깨어나면서 꿈에서 개를 봤다며 그곳은 끔찍하고 무서운 세상이라고 말한다. 그리고 날이 밝게 되자 두 사람은 동굴을 나가게 되고 사라는 추위 때문에 카일의 외투를 입으면서 나온다.
한편 T-800은 어느 여관에서 사라의 집에서 훔쳐온 사라의 어머니에 관한 수첩을 보게 되며 사라의 어머니가 있는 집으로 가게 되고 사라와 카일은 어느 모텔에 도착하여 여장을 풀며 동시에 다이너마이트를 제조하게 된다. 그리고 여유를 가지며 서로 얘기하게 되었을 때 카일은 사라를 사랑하고 보호하기 위해서 1984년 로스앤젤레스에 왔다고 말하게 되고 그의 얘기를 들은 사라는 눈물을 보이게 되며 카일의 얼굴에 입맞춤을 한다. 그리고 두 사람은 서로 사랑을 확인하며 그렇게 시간을 보내게 되는데....
한편 T-800은 음성모방기능으로 사라의 어머니의 목소리를 이용해 사라와 전화통화로 위치를 알아낸다. 그리고 T-800이 오토바이를 타고 습격을 하게 되면서 사라와 카일은 습격을 피해 도망을 치지만 카일은 T-800이 쏜 총탄에 맞아 쓰러지고 사라는 T-800을 따돌리는데 성공하지만 자신의 차도 뒤집힌다. T-800이 일어나려고 하는 순간 대형 탱크로리가 자신을 밟고 지나가며 이 때부터 T-800은 다리를 절룩거린다. 잠시 선 차량의 안에 있던 운전수를 쫓아내고 탱크로리를 운전하여 사라와 카일을 향해 돌진한다. 이 때 카일은 사라를 먼저 도망치게 하고 자신은 다이너마이트를 점화하여 탱크로리 구멍에 집어넣는데 폭발음과 함께 탱크로리는 화염과 함께 폭파되어 불에 휩싸이며 T-800도 화염 속에서 잠시 움직이는 듯 했다가 결국에는 쓰러진다. 사라는 불길 속에서 카일을 발견하고 T-800을 물리치게 되자 기쁨의 포옹을 한다.
그러나 나중에 가서는 살가죽이 불에 타서 벗겨지고 쇠붙이 뼈대만 남은 모습으로 등장하여 사라와 카일을 찰거머리 같이 위협한다. 카일은 공장안의 기계를 모두 작동시켜 추적을 못하게 하는 수단을 동원했음에도 불구하고 T-800은 사라와 카일을 찾아낸다. 결국 카일은 사라를 뒤로하고 T-800과 최후의 결투를 벌였지만 역부족으로 실패하자 마지막 남은 다이너마이트를 T-800의 옆구리 쪽에 끼워넣은 후 자신은 떨어지게 되고 T-800은 폭파로 다리와 부품의 일부가 분리되어 파괴된다. 사라 역시 폭파와 함께 도망치던 중 추락하여서 정신을 차리며 움직이려다가 왼쪽 다리를 움켜쥐며 비명을 지르게 되었는데 그녀가 입은 청바지에 피가 묻으면서 T-800의 조각 파편이 왼쪽 다리에 깊이 박혀있다. 사라는 허벅지에 박혀있는 파편을 빼내고 기어서 카일에게 다가갔지만 이미 카일은 피투성이로 죽어있었고 시신이 된 카일 앞에서 흐느끼며 슬퍼하지만 이 때 T-800이 다리가 잘린 채 기어가서 사라를 위협한다. 사라 역시 다리를 다쳐서 온 몸으로 기어가며 도망을 친 끝에 압축기로 T-800을 제거하여 간신히 구사일생으로 목숨을 건지고 구급차 침대에 누워서 후송되었을 때 시신이 되어 운구되는 카일의 모습을 보며 슬퍼한다. 그리고 후에 사라는 임신을 하며 뱃속에 있는 존 코너에게 이야기를 들려주게 되면서 지프를 타고 사막을 횡단하여 라틴아메리카로 떠난다.

## 등장인물
- 아놀드 슈왈제네거 : T-800 역

스카이넷에 의해 만들어진 겉보기에는 인간이지만 몸 속은 초합금으로 만들어진 골격으로 되어 있는 사이보그(cybernetic organism)이다. 침투시 인간과의 대화나 판단, 행동에서 무리가 없을 정도로 인공지능이 상당한 수준으로 발전해 전투병기로 이용될 때에는 앤도터미네이터로써 생체피부를 이식하지 않은 채로 등장하며 암살과 잠입 용도로 쓰일 때에는 인간과 똑같은 생체활동을 하는 생체 피부를 기계골격 위에 이식하여 건장한 보통 사람처럼 위장해 인간이 살고 있는 곳에 잠입해 공격한다. 군사 병기 또는 암살 용도로 프로그램 되어 있다. 목소리 샘플링이 가능하다. 겉부분에 생체 피부로 둘러 쌓여있기에 타임머신을 타고 과거로 올 수 있었고 임무를 수행할 수 있게 되었다.(타임머신을 타고 올때는 유기체, 즉, 살아 있는 것만 올 수가 있기 때문에 나체 상태로 올 수 밖에 없고, 임무 수행을 해 생체 피부가 필요했다.) 막판에는 사라 코너를 살해하기 위해 쫓았다가 카일의 자폭으로 인해 산산조각이 나고 하반신이 잘린 채까지 조각난 파편 때문에 한쪽 다리를 다친 사라 코너를 쫓았으나 오히려 그녀에 의해 압축기에 눌려 제거가 되고 나서는 부품의 일부가 사이버다인 사에 회수된다.
- 린다 해밀턴 : 사라 코너 역

서빙을 직업으로 해서 평범한 생활을 하던 평범한 20대 여성이었지만 미래에서 온 카일 리스에 의해 자신이 미래에 중요한 인물이라는 걸 듣게된다. 저항군의 리더 존 코너의 어머니를 제거해 존재 자체를 없애기 위한 스카이넷의 전략에 사라 코너는 표적이 되었다. T-800에게서 벗어나려고 했지만 결국 카일 리스는 사망하고 사라 코너는 T-800의 산산조각난 파편 때문에 한쪽 다리를 다치면서 T-800을 압축기로 부숴버리게 되고 목숨을 건지게 된다. 후에 사라 코너는 존 코너를 임신하게 된다.
- 마이클 빈 : 카일 리스 역

미래에서 온 저항군이자 존 코너의 아버지이다. 미래의 존 코너 와의 약속인 사라 코너를 T-800으로부터 지켜주는 것을 유지하기 위해 과거로 오게 되고 결국에는 T-800에 의해 살해 된다.
- 얼 보엔 : 피터 실버만 역

심리학 박사로 1편에서는 경찰서 취조실에서 카일과 심리상담을 하였으며 T-800이 나타나기 직전에 경찰서를 빠져나와 목숨을 구하게 된다.
- 랜스 헨릭슨 : 부코비치 역

경찰서 형사로 T-800의 살인사건 때 사라의 의뢰를 받아서 사건을 담당하게 된다. T-800이 경찰서를 습격하였을 때, 최후를 각오하고 T-800에게 총격하다가 피살 당한다.
- 폴 윈필드 : 에드 트래슬러 역

경찰서 흑인형사로 T-800의 살인사건이 발생하면서 사라 코너의 의뢰를 받아 터미네이터 사건을 담당하게 된다. 후에 T-800이 사라를 찾기 위해 경찰서를 습격할 때, T-800에 의해 피살 된다.
- 베스 모타 : 진저 벤투라 역

사라의 흑인 여자친구로 사라와는 매우 친한 사이이다. 하지만 사라가 집을 나가고 없는 틈을 타 습격한 T-800에 의해 살해당한다.
- 릭 로소비치 : 매드 버채넌 역

사라의 지인이자 진저의 남자친구. T-800이 습격하였을 때 맞서 싸우다가 전사한다.

## 한국판 더빙 성우진

### KBS (1991년 6월 1일)
- 이정구 - 터미네이터(아놀드 슈왈제네거)
- 손정아 - 사라 코너(린다 해밀턴)
- 김도현 - 카일 리스(마이클 빈)
- 김태연 - 에드 트랙슬러 반장(폴 윈필드)
- 이윤선 - 할 부코비치(랜스 헨릭슨) / 총포상 주인(딕 밀러) / 불량배(빌 팩스턴)
- 이동주 - 피터 실버만(얼 보엔)
- 이연희 - 진저 벤투라(베스 모타)
- 이규화 - 맷 버채넌(릭 로소비치)
- 박신영 - 사라(메리앤 멀럴라일리) / 사라의 엄마(전화소리)
- 한수경 - 낸시(숀 셉스) / 클럽 직원(바바라 파워스)
- 이봉준 - 방송 앵커(조 파리고)
- 김종환 - 경찰(윌리엄 위셔)
- 김태웅 - 경찰(에드 도건스) / 사라의 남자친구(전화소리) / 반란군

### SBS (1999년 2월 5일)
- 이정구 - 터미네이터(아놀드 슈왈제네거)
- 손정아 - 사라 코너(린다 해밀턴)
- 홍시호 - 카일 리스(마이클 빈)
- 김태훈 - 에드 트랙슬러 반장(폴 윈필드)
- 이윤선 - 할 부코비치(랜스 헨릭슨)
- 탁원제 - 피터 실버만(얼 보엔) / 총포상 주인(딕 밀러)
- 임수아 - 사라(메리앤 멀럴라일리) / 사라의 엄마(전화소리)
- 성병숙 - 낸시(숀 셉스)
- 이연희 - 진저 벤투라(베스 모타)
- 김태웅 - 방송 앵커(조 파리고)
- 장혜선 - 방송 앵커(헤티 린 허티스) / 경찰 무전 소리
- 김일 - 맷 버채넌(릭 로소비치) / 불량배(브라이언 톰슨)
- 김관진 - 불량배 리더(빌 팩스턴)
- 안종덕 - 경찰(윌리엄 위셔) / 사라의 남자친구(전화소리)

## 삭제된 장면
1. 차를 타고 사라와 카일 리스는 어느 산지역을 들린다. 그곳에서 사라는 자신의 어머니와 통화후 전화번호부를 뒤지는데 그것은 사이버다인 사의 주소를 보려고 하는 것이었다. 사라는 카일 리스에게 같이 사이버다인 빌딩을 파괴하자고 제안했으나 카일 리스는 자신의 임무가 아니라며 거절한다. 그래서 사라 코너가 도망치는데 결국에는 카일 리스가 총으로 겨누며 사라 코너를 진정시키면서 미래에 인류가 참담하게 된다는 사실을 사라에게 애기하며 "운명은 정해지지 않았지만 우리가 만들어 나가야죠"라고 말하여 그장면은 삭제되었다.
2. T-800이 전화번호부를 뒤져 찾아낸 동명이인의 첫 번째 사라 코너를 레이저 포인터가 달린 총으로 제거하고 난후에 이어진 장면이 삭제되었는데 그것은 총소리로 인해 주변에서 혼란이 나는 동안 아무일도 없었다는듯이 태연하게 차를 타고 사라지는 장면이 삭제되었다.
3. 사라 코너가 압축기로 T-800을 제거한 후 구급차에 실려가는 동안 사이버다인사 직원이 압축기에 제거된 T-800의 부품(칩)을 떼어내는 장면과 사이버다인사의 빌딩을 보여준 장면이 삭제되었다.(구급차에 실려가는 장면은 영화에서 나온 장면의 장소가 다르다.)
4. 합성수지로 폭탄을 만들면서 사라와 카일이 이야기하는 장면의 일부가 삭제되었다.
5. 경찰서가 T-800의 습격을 받는동안 사라와 카일은 경찰서를 빠져나가는 도중 T-800의 총에 맞아 쓰려져 기대고 있는 에드 트래슬러에게 권총을 받고 경찰서를 빠져나가는 장면이 삭제되었다.
6. 에드 트래슬러와 부코 비치가 카일과 사라가 타고있던 도주차량이 자신의 옆을 지나가는 것을보고 경찰차를 타고 추격하려는 장면이 삭제되었다.
7. 카일과 사라를 검거해 경찰서에서 에드 트래슬러와 부코 비치가 잠깐 얘기하는 장면이 삭제되었다.

## 같이 보기
- 터미네이터 시리즈